# Joe Spence (Fußballspieler, 1898)
Joseph „Joe“ Spence (* 15. Dezember 1898 in Throckley; † 31. Dezember 1966) war ein englischer Fußballspieler.

## Karriere
Spence wurde im März 1919 von Scotswood zu Manchester United verkauft. Sein Debüt gab er am 30. August 1919 gegen Derby County. Spence blieb bis 1933 bei den Red Devils und spielte insgesamt 510 Spiele und erzielte dabei 168 Tore. Er war einer der einzigen Spieler der Red Devils in der Zwischenkriegszeit der als „Star“ galt. Spence diente im Ersten Weltkrieg für die Britische Armee und während des Krieges war er Gastspieler beim FC Liverpool und Newburn. Spence holte keinen einzigen Titel und ist heute noch unter den zehn Spielern die die meisten Pflichtspiele für ManUtd machten.